# ریچارد جیکس
ریچارد آدریان جیکس (به انگلیسی: Richard Jacques) زاده ۲ آوریل ۱۹۷۳ آهنگ ساز و طراح موسیقی متن بریتانیایی فیلم و شبکه‌های تلویزیونی BBC آی تی وی و channel 4 و بازی‌های ویدیویی است که فعالیت خود را از سال ۱۹۹۴ تا به الان آغاز کرده هست. از کارهای او می‌توان به آهنگ سازی در بازی جیمز باند ۰۰۷: سنگ خونین، تأثیر فراگیر، بزرگ سیاره کوچک ۲، آلیس در سرزمین عجایب و مجموعه بازی‌های سونیک بوم و برخی از برنامه‌ها اشاره کرد.